# Villaviciosa de Tajuña
Villaviciosa de Tajuña és una pedania del municipi de Brihuega ( Guadalajara, Espanya) situat en el marge dret del riu Tajuña, a la comarca de la Alcarria. El 2008, se censen 5 habitants.
A la localitat hi ha l'abandonat monestir jerònim de Sant Blai, fundat per Alfons VI de Lleó i Castella de Castella el 1072. Es conserva la porta d'entrada i parcialment una torre.
El 10 de desembre de 1710 va tenir lloc a la seva rodalia la batalla de Villaviciosa de Tajuña entre les tropes hispà-franceses del pretendent Felip d'Anjou, dirigides per Luis José de Vendôme i les tropes aliades de l'Arxiduc Carles comandades per Guido von Starhemberg.